# Балканський університет
Балканський університет, Міжнародний Балканський університет (англ. International Balkan University, International University of the Balkans) — європейський міжнародний університет, утворений у 2006 р. в Скоп'є. Місія університету — передача культурної різноманітності регіону Балкан, сприяння стабільності і розвитку в цьому регіоні Європи. Фінансову підтримку в утворення університету надали організації Македонії та Туреччини. Викладаються: економіка, адміністрування, технічні дисципліни та ін. У 2008 р. було 5 факультетів і 7 відділів.